# Правительство Великобритании
Прави́тельство Его́ Вели́чества (англ. His Majesty's Government, HM Government, HMG), или Прави́тельство Великобрита́нии (англ. British Government) — центральное правительство Соединённого Королевства.

## Руководители
Руководителем Правительства является Премьер-министр, который назначает всех остальных министров. Премьер-министр и другие главные министры принадлежат принимающему решения верховному комитету, называемому Кабинетом министров. Правительственные министры являются членами Парламента, а также ответственны перед ним. Правительство зависит от Парламента в деле принятия первичного законодательства, что означает, что на практике правительство должно переизбираться не реже, чем раз в пять лет. Монарх выбирает в качестве Премьер-министра лидера партии, которая с наибольшей вероятностью составит большинство в Парламенте.
Согласно некодифицированной Конституции Великобритании, исполнительная власть принадлежит монарху, хотя она осуществляется только по согласованию с Премьер-министром и Кабинетом. Члены Кабинета консультируют монарха в качестве членов Тайного совета. Кроме того, они обладают властью как лидеры Департаментов правительства Великобритании.

## Состав правительства
С 5 июля 2024 года премьер-министром Великобритании является Кир Стармер, лидер Лейбористской партии.
| Должность | Имя                                        | Партия        | Портрет | Примечания    |
| --- | ------------------------------------------ | ------------- | ------- | ------------- |
| Премьер-министр, первый лорд казначейства, Министр по делам государственной службы                                    | достопочтенный сэр Кир Стармер             | Лейбористская |         | С 5 июля 2024 |
| Заместитель премьер-министра, Министр жилищно-коммунального хозяйства, общин и местного самоуправления Великобритании | достопочтенная Анджела Рэйнер              | Лейбористская |         | С 5 июля 2024 |
| Канцлер казначейства, второй лорд казначейства                                                                        | достопочтенная Рэйчел Ривз                 | Лейбористская |         | С 5 июля 2024 |
| Министр иностранных дел и международного развития                                                                     | достопочтенный Дэвид Лэмми                 | Лейбористская |         | С 5 июля 2024 |
| Министр внутренних дел                                                                                                | достопочтенная Иветт Купер                 | Лейбористская |         | С 5 июля 2024 |
| Министр обороны | достопочтенный Джон Хили                   | Лейбористская |         | С 5 июля 2024 |
| Министр юстиции, лорд-канцлер                                                                                         | Шабана Махмуд                              | Лейбористская |         | С 5 июля 2024 |
| Канцлер герцогства Ланкастерского                                                                                     | достопочтенный Пэт Макфадден               | Лейбористская |         | С 5 июля 2024 |
| Министр здравоохранения и социального обеспечения                                                                     | Уэс Стритинг                               | Лейбористская |         | С 5 июля 2024 |
| Лидер палаты общин, Лорд-председатель Совета                                                                          | Люси Пауэлл                                | Лейбористская |         | С 5 июля 2024 |
| Лидер палаты лордов, Лорд-хранитель Малой печати                                                                      | достопочтенная баронесса Смит Базилдонская | Лейбористская |         | С 5 июля 2024 |
| Министр энергетической безопасности и углеродной нейтральности                                                        | достопочтенный Эд Милибэнд                 | Лейбористская |         | С 5 июля 2024 |
| Министр по делам окружающей среды, продовольствия и сельского хозяйства                                               | Стив Рид                                   | Лейбористская |         | С 5 июля 2024 |
| Министр внешней торговли Великобритании Председатель Торгового совета                                                 | Джонатан Рейнольдс                         | Лейбористская |         | С 5 июля 2024 |
| Министр труда и пенсий                                                                                                | Лиз Кендалл                                | Лейбористская |         | С 5 июля 2024 |
| Министр образования                                                                                                   | Бриджет Филлипсон                          | Лейбористская |         | С 5 июля 2024 |
| Министр транспорта | Луиза Хейг                                 | Лейбористская |         | С 5 июля 2024 |
| Министр культуры, средств массовой информации и спорта                                                                | Лиза Нэнди                                 | Лейбористская |         | С 5 июля 2024 |
| Министр по делам Северной Ирландии                                                                                    | достопочтенный Хилари Бенн                 | Лейбористская |         | С 5 июля 2024 |
| Министр по делам Шотландии                                                                                            | Иан Мюррей                                 | Лейбористская |         | С 5 июля 2024 |
| Министр по делам Уэльса                                                                                               | Джо Стивенс                                | Лейбористская |         | С 5 июля 2024 |
| Министр науки, инноваций и технологии                                                                                 | Питер Кайл                                 | Лейбористская |         | С 5 июля 2024 |
| Также имеют право участвовать в заседаниях Кабинета                                                                   |                                            |               |         |               |
| Парламентский секретарь Казначейства, Главный парламентский организатор                                               | достопочтенный Алан Кэмпбелл               | Лейбористская |         | С 5 июля 2024 |
| Главный секретарь Казначейства                                                                                        | Даррен Джонс                               | Лейбористская |         | С 5 июля 2024 |
| Генеральный атторней Англии и Уэльса                                                                                  | лорд Ричард Хермер                         | Лейбористская |         | С 5 июля 2024 |